# ピッサヌローク空港
ピッサヌローク空港（ピッサヌロークくうこう、タイ語 : ท่าอากาศยานพิษณุโลก、英語 : Phitsanulok Airport ）は、タイ王国東北部、ピッサヌローク県ムアンピッサヌローク郡にある空港。

## 施設
滑走路は14/32方向に3,000m (9,843 ft) の長さの物が1本あり、空港ターミナルビルには1つのボーディング・ブリッジがある。

## 就航航空会社と就航都市
国内線
| 航空会社         | 就航地                             |
| ---------------- | ---------------------------------- |
| タイ・エアアジア | ドンムアン空港（バンコク）         |
| ノックエア       | ドンムアン空港（バンコク）         |
| カン・エア       | チェンマイ国際空港（チエンマイ県） |